# Five Deadly Angels
Five Deadly Angels es una película de Indonesia de 1983 del género de acción, con artes marciales. Fue dirigido y escrito por Danu Umbara, y protagonizada Yatti Octavia, Lydia Kandou, Debbie Cinthya Dewi, Dana Christina y Eva Arnaz como las cinco chicas heroínas. 

## Argumento
Se trata de una versión de Los Ángeles de Charlie de Indonesia. Un grupo de élite con identidad secreta formado por 5 chicas que poseen grandes conocimientos de artes marciales, luchan contra el crimen organizado. 